# Hermania Neergaard
Hermania Sigvardine Neergaard (født 12. august 1799 i København, død 25. marts 1875 på Aldershvile ved Bagsværd) var blomstermaler. Forældrene var grosserer Hans Peter Neergaard og Sophie Kirstine Læssøe.

## Uddannelse
Hermania Neergaard var elev hos den anerkendte miniaturemaler Frederik Christian Camradt (1762-1844), som ledede en tegne- og maleskole. Her bestod uddannelsen som blomstermaler i at kopiere malerier fra Det Kongelige Billedgalleri.
På dette tidspunkt eksisterede lige muligheder for at blive kunstnere ikke for kvinder og mænd. Kvinder kunne ikke blive optaget på kunstakademi, men måtte, som kunsthistorikeren Karina Lykke Grand beskriver - kun forud for giftermål - modtage privatbetalt undervisning ved lærere eller kyndige i og omkring kunstakademiets cirkler. Og helst beskæftige sig med blomstermaleriet eller interiørmaleriets motivkredse.

## Kunstnerisk virke
Motiverne i Hermania Neergaards malerier var blomster sat i glas, skåle og kurve, blomster og frugter og i sine senere år især vilde blomster eller groende planter.
Det først udstillede værk på Charlottenborg var en gouache, en kopi efter et blomsterstykke af læreren F. C. Camradt. Senere arbejdede hun videre med oliemaleri. I 1831 benyttede Hermania Neergaard sig første gang af et nyt element i kompositionerne, nemlig en etrurisk vase. I kredsen omkring billedhuggeren Bertel Thorvaldsen var disse vaser ofte benyttet som motiver, og senere sås det også hos maleren J. L. Jensen, som Hermania Neergaard selv var inspireret af. Hun færdedes på Nysø, og Thorvaldsen købte et maleri af hende til sin samling. Hermania Neergaard blev en meget anerkendt maler, og Christian 8. og Frederik 7. erhvervede værker af hende.
Ud fra kataloget til Kvindelige Kunstneres Retrospektive Udstilling, som blev afholdt i Den Fries Udstillingsbygning 1920, ses det, at Hermania Neergaard også beskæftigede sig med portrætmaleri. I arbejdsfortegnelsen over udstillingens "Ældre Arbejder" er opført som nr. 24, af Hermania Neergaard Portrait af Justitsraad Kilde. Kontorchef i Admiralitetet, 80 Aar. 1832, tilh. Generalinde Holten. Derudover udstillede hun nr. 25 En Vase med Blomster, tilh. Professorinde Barnekow, og nr. 26 En Vase med Blomster i et Landskab. St. M. f. Kunst.
Ved siden af sit arbejde som kunstner gav Hermania Neergaard privatundervisning i blomstermaleri.

## Udstillinger[1]
- 1821, 1824-1825, 1827-1838, 1840-1853, 1855-1856, 1858-1859, 1862, 1866.1867, 1869-1871, 1873, 1875 Charlottenborg Forårsudstilling
- 1895 Kvindernes Udstilling, København
- 1920 Kvindelige Kunstneres Retrospektive Udstilling, København
- 1986 O. D. Ottesen og andre blomstermalere på H. C. Andersens tid, Sønderborg Slot
- 2019 Dansk Guldalder - Verdenskunst mellem to katastrofer, Nationalmuseum, Stockholm, Statens Museum for Kunst, København
- 2020 Petit Palais - Musée des Beaux-Arts de la Ville de Paris

## Værker i offentlig eje[1]
- 1831 En etrurisk vase med blomster, Statens Museum for Kunst
- 1832 En etrurisk vase med blomster, stående på en træstub, Statens Museum for Kunst
- 1837 En ananas i urtepotte og frugter på et stenbord, Statens Museum for Kunst
- 1842 Et glas med blomster på en bordplade, Thorvaldsens Museum
- 1845 Blomstrende planter, Statens Museum for Kunst
- Repræsenteret i Kobberstiksamlingen

| - Blomsterbilleder af Hermania Neergård - Vase i græsk stil med blomster, stående på en træstub, 1832 - Blomsterbuket med valmue, syren og kaprifolium, 1841 - Blomsterbuket med snerle og efeu, 1843 - Blomstrende planter, 1845 - En ananas i urtepotte og druer på et stenbord (uklar datering) - Blomsterkurv med frugt ved en træstub (uklar datering) |